# 北美曲口魚
北美曲口魚（學名：Campostoma pullum）為輻鰭魚綱鯉形目雅羅魚科曲口魚屬的其中一種，分布於北美洲美國淡水流域，棲息在底中層水域，生活習性不明。

## 扩展阅读
維基物種上的相關：北美曲口魚